# James Brindley
Pour les articles homonymes, voir Brindley.
James Brindley (Tunstead (en), Derbyshire 1716 – 30 septembre 1772) est un ingénieur anglais. 

## Biographie
Il réside une grande partie de sa vie à Leek et devient l'un des ingénieurs les plus importants du XVIIIe siècle. Autodidacte, il entreprend ses travaux sans aucun calcul écrit ni esquisse. 

## Œuvres
Il établit un atelier de construction mécanique dans le Staffordshire et commence à construire des moulins. Premier ingénieur à utiliser des tunnels et des aqueducs pour construire des canaux, ses 580 kilomètres de canaux comptent entre autres le Bridgewater Canal (entre Manchester et Liverpool) et le Grand Union Canal (entre Manchester et Potteries).
En 1759, il est engagé par le (Francis Ier Egerton de Bridgewater) pour construire un canal pour transporter le charbon à Manchester depuis les mines du duc. Le projet révolutionnaire de Brindley inclut un canal souterrain et un aqueduc sur le fleuve Irwell. 
Le succès de ce projet l'établit comme principal constructeur de canaux au Royaume-Uni.
On lui doit aussi la méthode pour bâtir sans mortier des digues contre la mer et un plan pour assécher les marais du Lincolnshire et des moyens pour le nettoyage des docks de Liverpool. 